# Цилиакс, Отто
Отто Цилиакс (нем. Otto Ciliax; 30 октября 1891, Нойдитендорф, Тюрингия — 12 декабря 1964, Любек, Шлезвиг-Гольштейн) — немецкий адмирал (1943). Знаменит успешным проведением операции «Цербер» — проводкой трёх крупных военных кораблей из Бреста в Германию через Ла-Манш.

## Биография
Отто Цилиакс поступил в кайзеровский военно-морской флот кадетом 1 апреля 1910 года и начал своё обучение на борту броненосного крейсера «Victoria Louise», служил на котором до 31 марта 1911 года. Первое офицерское звание — младший лейтенант (Fähnrich zur See) получил 15 апреля того же года, уже поступив в военно-морскую академию, в которой учился с 1 апреля 1911 по 30 сентября 1912. Следующим местом его службы был лайнер «Hannover» (1 октября 1912 — 30 ноября 1915), где 27 сентября 1913 года был повышен в звании до лейтенанта (Leutnant zur See).

## Первая мировая война
В декабре 1915 года Цилиакс прошёл одномесячный курс подводников и на следующий краткий период (2 января — 20 февраля 1916) стал вахтенным офицером на миноносце T-37. С 21 февраля по 15 марта участвовал в приёмных испытаниях на новой подводной лодке U-52. 16 марта он был назначен вахтенным офицером на данной подлодке, и 22 марта был повышен в звании до старшего лейтенанта (Oberleutnant zur See).
Во время службы на U-52 (до 14 октября 1917 года) был награждён Железными крестами II-го и I-го класса.
После службы на лодке до конца Первой мировой войны проходил службу на следующих должностях:
- Служил во 2-й флотилии подводных лодок (15 октября — 11 ноября 1917)
- В училище подводников (12 ноября — 5 декабря)
- Снова во 2-й флотилии подводных лодок (6 декабря — 23 июня 1918)
- Командир подводной лодки UB-96 (24 июня — 28 июля)
- В отделе по приему новых подводных лодок (2 июля — 10 августа)
- Снова в училище подводников (11 — 24 августа)
- Вторым адъютантом в отделе инспекции за подводными лодками (25 августа — 23 сентября)
- Командир подводной лодки UC-27 (24 сентября — 20 января 1919)
- В отделе слежения за подводными лодками (21 января — 14 марта)

## Между войнами
После окончания войны, некоторое время был поочередно командиром миноносцев — «T-92» и «T-107» (15 марта — 30 ноября), T-181 (1 декабря — 18 января 1920), T-140 и T-145 (19 января — 31 декабря), служа на последнем 29 июня 1920 года произведён в капитан-лейтенанты (Kapitänleutnant).
Продолжение его карьеры происходило на берегу и следующих военных кораблях:
- В штабе командования военно-морскими базами в Балтийском море (1 января 1921 — 11 июля)
- В военно-морском архиве (12 июля — 24 марта 1922)
- Советник во флотском отделе в Гамбурге (25 марта — 31 января 1923)
- Советник во флотском отделе в Бремене (15 февраля — 20 марта)
- Преподаватель в морском училище в Мюрвике (21 марта — 30 сентября)
- Командир миноносца G-8, 1-й миноносной флотилии (1 октября — 23 марта 1924)
  - В отпуске по болезни (24 марта — 10 августа)
- В организационном отделе военно-морских баз в Балтийском море (11 августа — 29 марта 1925)
- Командир торпедного катера S-18 (30 марта — 22 сентября 1926)
- Командир отряда 1-й флотилии торпедных катеров (23 сентября — 26 сентября 1928), после чего, 1 октября повышен до капитана третьего ранга (Korvettenkapitän).
- Советник в военно-морском штабе (1 октября — 23 мая 1929)
- 1-й штаб-офицер в штабе командования военно-морскими силами в Балтийском море (24 мая — 31 декабря)
- 1-й штаб-офицер в штабе командования разведывательными силами (1 января 1930 — 23 сентября 1931)
- Советник в тренировочном отделе военно-морского командования (25 сентября — 30 сентября 1932)
- Советник во флотском отделе военно-морского командования (1 октября — 28 сентября 1934)

### Карьера в Рейхе
С приходом к власти Гитлера, Цилиакс 1 октября 1933 года повышен в звании до капитана второго ранга (Fregattenkapitän). 29 сентября 1934 года он назначен начальником флотского отдела, а затем и оперативного отдела военно-морского командования (11 января 1936 года отдел переименован в «Главное командование военно-морского флота» (OKM — Oberkommando der Marine) и оставался на должности до 21 сентября 1936 года. В это время повышен в звании — 1 июля 1935 года стал капитаном первого ранга (Kapitän zur See).
22 сентября 1936 года назначен командиром карманного линкора «Адмирал Шеер». Оставался им до 30 октября 1938 года. В это же время был временным командующим немецкими военно-морскими силами в Испании.

22 марта — 26 июня 1938 года в качестве командира «Адмирала Шеера» участвовал в блокаде снабжения республиканцев во время гражданской войны в Испании.

С 1 ноября 1938 года находился в распоряжении штаба главнокомандующего линейными силами, 7 января 1939 года был назначен командиром новейшего линейного крейсера «Шарнхорст», которым командовал до 28 сентября 1939 года (участия в боевых действиях крейсер в этот период не принимал).

## Вторая мировая война
В сентябре 1939 года возглавил штаб командования группы военно-морских сил «Запад».

С июня 1941 по май 1942 года осуществлял командование действиями линкоров.

В феврале 1942 года успешно провёл операцию «Цербер» по передислокации из Бреста в порты Германии трёх крупных боевых кораблей — крейсеров «Шарнхорст», «Гнейзенау» и «Принц Ойген».

В начале марта 1942 года руководил операцией «Sportpalast», целью которой являлся перехват группой кораблей в составе линкора «Тирпиц» и трёх эсминцев арктических конвоев PQ-12 и QP-8 в Северном Ледовитом океане (из-за плохой погоды конвои обнаружить не удалось и корабли вернулись на базу, потопив случайно встреченный отставший от конвоя QP-8 советский лесовоз «Ижора» с экипажем в 34 человека).

С 26 июня 1942 года по март 1943 года инспектировал торпедные катера.

4 марта 1943 года в звании адмирала назначен главнокомандующим военно-морскими силами в Норвегии.

Занимал эту должность до 25 апреля 1945 года, в мае 1945 года был взят в плен союзниками.
После освобождения 24 февраля 1946 года проживал в ФРГ.

5 июля 1949 года Отто Цилиакс с группой бывших немецких офицеров по приглашению норвежской разведки тайно прибыл в Норвегию для консультаций по вопросу защиты страны от возможной военной угрозы со стороны Советского Союза.
Умер 12 декабря 1964 года в Любеке.

## Звания
- Фенрих (15 апреля 1911)
- Лейтенант (27 сентября 1913)
- Обер-лейтенант (22 марта 1916)
- Капитан-лейтенант (29 июня 1920)
- Корветтен-капитан (1 октября 1928)
- Фрегаттен-капитан (1 октября 1933)
- Капитан цур зее (1 июля 1935)
- Контр-адмирал (1 ноября 1939)
- Вице-адмирал (1 июня 1941)
- Адмирал (1 февраля 1943)

## Награды
- Железный крест 2-го класса (13 июня 1916)
- Железный крест 1-го класса (3 ноября 1916)
- Орден Саксен-Эрнестинского дома рыцарский крест 2-го класса с мечами
- Крест «За военные заслуги» (Австро-Венгрия) крест 3-го класса с воинскими украшениями
- Нагрудный знак подводника (Пруссия, 1918)
- Почётный крест Первой мировой войны 1914/1918 с мечами
- Медаль «За выслугу лет в вермахте» 4, 3, 2 и 1 степени (2 октября 1936)
- Орден Медауйя, командор (5 марта 1938)
- Орден Заслуг Венгрии, командорский крест (20 августа 1938)
- Медаль «За Испанскую кампанию»
- Испанский крест в золоте с мечами (6 июня 1939)
- Крест Морских заслуг (Испания) крест 3-го класса белый дивизион (21 августа 1939)
- Крест Морских заслуг (Испания) крест 3-го класса красный дивизион (21 августа 1939)
- Пряжка к Железному кресту 2-го и 1-го класса
- Немецкий крест в золоте (20 ноября 1941)
- Орден Короны Италии, командорский крест (11 марта 1941)
- Рыцарский крест железного креста (21 марта 1942) — за успешное проведение операции «Цербер».
- Нагрудный знак флота
- Упоминался в «Вермахтберихт» 13 февраля 1942